# Abrochia atridorsata
Abrochia atridorsata là một loài bướm đêm thuộc phân họ Arctiinae, họ Erebidae.